# Corynomalus quadrimaculalus
Corynomalus quadrimaculalus es una especie de coleóptero de la familia Endomychidae.

## Distribución geográfica
Habita en la Guayana francesa y el Amazonas.